# Danh sách nhà thờ Công giáo thuộc Tổng giáo phận Thành phố Hồ Chí Minh
Tổng giáo phận Sài Gòn. Hiện nay bao gồm 14 giáo hạt, mỗi giáo hạt bao gồm nhiều giáo xứ (họ đạo). Sau đây là danh sách các nhà thờ Công giáo tại tổng giáo phận này.

## Giáo hạt Sài Gòn - Chợ Quán
| Tên nhà thờ                                  | Hình ảnh | Địa chỉ                                     | Tước hiệu                   | Chú thích |
| -------------------------------------------- | -------- | ------------------------------------------- | --------------------------- | --------- |
| Đức Bà Sài Gòn Giáo xứ chính tòa             |          | 1 Công xã Paris, phường Sài Gòn             | Đức Mẹ Vô Nhiễm Nguyên Tội  | [ 1 ]     |
| Nhà thờ An Bình                              |          | 4 An Bình, phường An Đông                   | Thánh Giuse Thợ             | [ 2 ]     |
| Nhà thờ Bình Phước                           |          | 634 Phạm Văn Chi, phường Bình Tiên          | Thánh Giuse Thợ             | [ 3 ]     |
| Nhà thờ Hiển Linh                            |          | 38 Kinh Dương Vương, phường Phú Lâm         | Chúa Hiển Linh              | [ 4 ]     |
| Nhà thờ Chợ Quán                             |          | 120 Trần Bình Trọng, phường Chợ Quán        | Thánh Tâm Chúa Giêsu        | [ 5 ]     |
| Nhà thờ Thánh Jeanne d'Arc                   |          | 116A Hùng Vương, phường An Đông             | Thánh Jeanne d'Arc          | [ 6 ]     |
| Nhà thờ Mai Khôi                             |          | 48/39 Bến Hàm Tử, phường Chợ Quán           | Đức Mẹ Mân Côi              | [ 7 ]     |
| Nhà thờ Cha Tam Giáo xứ Thánh Phanxicô Xaviê |          | 25 Học Lạc, phường Chợ Lớn                  | Thánh Phanxicô Xaviê        | [ 8 ]     |
| Nhà thờ Thánh Antôn, Cầu Ông Lãnh            |          | 18 Phan Văn Trường, phường Cầu Ông Lãnh     | Thánh Antôn thành Pađôva    | [ 9 ]     |
| Nhà thờ Bàn Cờ                               |          | 48 Nguyễn Thiện Thuật, phường Bàn Cờ        | Thánh Giuse                 | [ 10 ]    |
| Nhà thờ Cầu Kho                              |          | 31 Trần Đình Xu, phường Cầu Ông Lãnh        | Đức Mẹ Lên Trời             | [ 11 ]    |
| Nhà thờ Huyện Sỹ Giáo xứ Chợ Đũi             |          | 1 Tôn Thất Tùng, phường Bến Thành           | Thánh Philípphê             | [ 12 ]    |
| Nhà thờ Đức Bà Fatima                        |          | 212B/1A Nguyễn Trãi, phường Cầu Ông Lãnh    | Đức Mẹ Fatima               | [ 13 ]    |
| Nhà thờ Đức Bà Hòa Bình                      |          | 26A Nguyễn Thái Bình, phường Bến Thành      | Mẹ Thiên Chúa               | [ 14 ]    |
| Nhà thờ Mạc Ty Nho                           |          | 16 Nguyễn Thị Minh Khai, phường Sài Gòn     | Thánh Máctinô thành Tours   | [ 15 ]    |
| Nhà thờ Phanxicô Đa Kao                      |          | 50 Nguyễn Đình Chiểu, phường Tân Định       | Thánh Phanxicô thành Assisi | [ 16 ]    |
| Nhà thờ Vườn Chuối                           |          | 199/40/6 Cách mạng Tháng Tám, phường Bàn Cờ | Đức Mẹ Hòa Bình             | [ 17 ]    |

## Giáo hạt Bình An
| Tên nhà thờ            | Hình ảnh | Địa chỉ                                   | Tước hiệu                  | Chú thích |
| ---------------------- | -------- | ----------------------------------------- | -------------------------- | --------- |
| Nhà thờ Bình An        |          | 2287 Phạm Thế Hiển, phường Bình Đông      | Đức Mẹ Mân Côi             | [ 18 ]    |
| Nhà thờ Bình An Thượng |          | 2903 Phạm Thế Hiển, phường Bình Đông      | Thánh Phaolô Trở Lại       | [ 19 ]    |
| Nhà thờ Bình Đông      |          | 119 Bến Mễ Cốc, phường Phú Định           | Thánh Tâm Chúa Giêsu       | [ 20 ]    |
| Nhà thờ Bình Hưng      |          | số 581 quốc lộ 50, xã Bình Hưng           | Đức Mẹ Lên Trời            | [ 21 ]    |
| Nhà thờ Bình Minh      |          | 132/69B Bến Bình Đông, phường Phú Định    | Đức Mẹ Lên Trời            | [ 22 ]    |
| Nhà thờ Bình Sơn       |          | 3012 Phạm Thế Hiển, phường Bình Đông      | Lễ Truyền Tin              | [ 23 ]    |
| Nhà thờ Bình Thái      |          | 1755 Phạm Thế Hiển, phường Bình Đông      | Thánh Phêrô                | [ 24 ]    |
| Nhà thờ Bình Thuận     |          | 3131 Phạm Thế Hiển, phường Bình Đông      | Đức Mẹ Hằng Cứu Giúp       | [ 25 ]    |
| Nhà thờ Bình Xuyên     |          | 68 Dương Bá Trạc, phường Chánh Hưng       | Đức Mẹ Vô Nhiễm Nguyên Tội | [ 26 ]    |
| Nhà thờ Chánh Hưng     |          | 45 Hồ Biểu Chánh, phường Chánh Hưng       | Thánh Phanxicô Xaviê       | [ 27 ]    |
| Nhà thờ Hưng Phú       |          | 100-102 Bến Nguyễn Duy, phường Chánh Hưng | Thánh Giuse                | [ 28 ]    |
| Nhà thờ Mông Triệu     |          | 11E Phạm Thế Hiển, phường Chánh Hưng      | Đức Mẹ Lên Trời            | [ 29 ]    |
| Nhà thờ Nam Hải        |          | 277 Phạm Hùng, phường Chánh Hưng          | Đức Mẹ Lên Trời            | [ 30 ]    |

## Giáo hạt Chí Hòa
| Tên nhà thờ                 | Hình ảnh                   | Địa chỉ                                           | Tước hiệu                  | Chú thích |
| --------------------------- | -------------------------- | ------------------------------------------------- | -------------------------- | --------- |
| Nhà thờ Chí Hòa             | Tập tin:Chí Hòa Church.jpg | 149 Bành Văn Trân, phường Tân Sơn Nhất            | Đức Mẹ Mân Côi             | [ 31 ]    |
| Nhà thờ An Lạc              |                            | 15/2 Cách Mạng Tháng 8, Phường Tân Sơn Nhất       | Chúa Kitô Vua              | [ 32 ]    |
| Nhà thờ Thánh Antôn         |                            | 947/13/3 Cách mạng Tháng Tám, phường Tân Sơn Nhất | Thánh Antôn thành Pađôva   | [ 33 ]    |
| Nhà thờ Khiết Tâm           |                            | 28 Long Hưng, phường Tân Sơn Nhất                 | Trái tim Cực sạch Đức Mẹ   | [ 34 ]    |
| Nhà thờ Lộc Hưng            |                            | 58/6 Chấn Hưng, phường Tân Hoà                    | Đức Mẹ Mân Côi             | [ 35 ]    |
| Nhà thờ Mẫu Tâm             |                            | 389 Hoàng Văn Thụ, phường Tân Sơn Hoà             | Trái tim Cực sạch Đức Mẹ   | [ 36 ]    |
| Nhà thờ Nam Hòa             |                            | sai địa chỉ                                       | Thánh Giuse                | [ 37 ]    |
| Nhà thờ Nam Thái            |                            | 168/50 Cách mạng Tháng Tám, phường Tân Sơn Nhất   | Đức Mẹ Lên Trời            | [ 38 ]    |
| Nhà thờ Nghĩa Hòa           |                            | 25/18 Nghĩa Hòa, phường Tân Hoà                   | Đức Mẹ Vô Nhiễm Nguyên Tội | [ 39 ]    |
| Nhà thờ Sao Mai             |                            | 130/54 Nghĩa Phát, phường Tân Sơn Nhất            | Đức Mẹ Lên Trời            | [ 40 ]    |
| Nhà thờ Tân Dân             |                            | 8/23 Nguyễn Đình Khơi, phường Tân Sơn Nhất        | Mẹ Thiên Chúa              | [ 41 ]    |
| Nhà thờ Tân Chí Linh        |                            | 6/25 Phạm Văn Hai, phường Tân Sơn Hoà             | Đức Mẹ Lên Trời            | [ 42 ]    |
| Nhà thờ Tân Sa Châu         |                            | 387 Lê Văn Sỹ, phường Tân Sơn Hoà                 | Thánh Giuse                | [ 43 ]    |
| Nhà thờ Thái Hòa            |                            | 986/55 Cách mạng Tháng Tám, phường Tân Sơn Nhất   | Thánh Giuse                | [ 44 ]    |
| Nhà thờ Vinh Sơn, Nghĩa Hòa |                            | 10/2 Nghĩa Phát, phường Tân Hoà                   | Thánh Vinh Sơn Ferrer      | [ 45 ]    |
| Nhà thờ Vinh Sơn, Ông Tạ    |                            | 154/333 Phạm Văn Hai, phường Tân Sơn Hoà          | Thánh Vinh Sơn             | [ 46 ]    |
| Nhà thờ Xây dựng            |                            | 5/27 Bành Văn Trân, phường Tân Hoà                | Thánh Giuse Thợ            | [ 47 ]    |
| Nhà thờ Thánh Mẫu           |                            | 5 Chử Đồng Tử, phường Tân Sơn Nhất                | Đức Mẹ Vô Nhiễm Nguyên Tội |           |

## Giáo hạt Gia Định
| Tên nhà thờ                         | Hình ảnh                 | Địa chỉ                                     | Tước hiệu                  | Chú thích |
| ----------------------------------- | ------------------------ | ------------------------------------------- | -------------------------- | --------- |
| Nhà thờ Gia Định                    |                          | 280 Bùi Hữu Nghĩa, phường Gia Định          | Thánh Tâm Chúa Giêsu       | [ 48 ]    |
| Nhà thờ Bình Hoà                    |                          | 93/9 Nơ Trang Long, phường Bình Lợi Trung   | Đức Mẹ Vô Nhiễm Nguyên Tội | [ 49 ]    |
| Nhà thờ Bình Lợi                    |                          | 1 Bình Lợi, phường Bình Lợi Trung           | Mẹ Thiên Chúa              | [ 50 ]    |
| Nhà thờ Chính Lộ                    |                          | 45/4N Điện Biên Phủ, phường Gia Định        | Thánh Giuse Thợ            | [ 51 ]    |
| Nhà thờ Đức Mẹ Vô Nhiễm             |                          | 4bis Hoàng Hoa Thám, phường Gia Định        | Đức Mẹ Vô Nhiễm Nguyên Tội | [ 52 ]    |
| Nhà thờ Hàng Xanh (Hàng Sanh)       |                          | 76 Bạch Đằng, phường Bình Thạnh             | Đức Mẹ Lên Trời            | [ 53 ]    |
| Nhà thờ Hiển Linh                   |                          | 5GH Ngô Tất Tố, phường Thạnh Mỹ Tây         | Chúa Hiển Linh             | [ 54 ]    |
| Nhà thờ Mông Triệu, Quận Bình Thạnh |                          | 78 Nguyễn Cửu Vân, phường Gia Định          | Đức Mẹ Lên Trời            | [ 55 ]    |
| Nhà thờ Phú Hiền                    |                          | 214/57bis Vạn Kiếp, phường Gia Định         | Đức Mẹ Mân Côi             | [ 56 ]    |
| Nhà thờ Thanh Đa                    | Nhà thờ giáo xứ Thanh Đa | 801/67 Xô Viết Nghệ Tĩnh, phường Bình Thạnh | Thánh Giuse                | [ 57 ]    |
| Nhà thờ Thánh Martin de Porres      |                          | 153 Xô Viết Nghệ Tĩnh, phường Gia Định      | Thánh Martin de Porres     | [ 58 ]    |
| Nhà thờ Thánh Nguyễn Duy Khang      |                          | 195/29 Xô Viết Nghệ Tĩnh, phường Gia Định   | Thánh Gia Thất             | [ 59 ]    |
| Nhà thờ Thánh Tịnh                  |                          | 47/57 Nguyễn Văn Đậu, phường Bình Lợi Trung | Thánh Phaolô Lê Bảo Tịnh   | [ 60 ]    |
| Nhà thờ Thị Nghè                    |                          | 22B Xô Viết Nghệ Tĩnh, phường Thạnh Mỹ Tây  | Đức Mẹ Vô Nhiễm Nguyên Tội | [ 61 ]    |

## Giáo hạt Gò Vấp
| Tên nhà thờ            | Hình ảnh | Địa chỉ                                   | Tước hiệu                  | Chú thích |
| ---------------------- | -------- | ----------------------------------------- | -------------------------- | --------- |
| Nhà thờ Gò Vấp         |          | 45 Nguyễn Văn Bảo, phường Hạnh Thông      | Thánh Anna                 | [ 62 ]    |
| Nhà thờ Bác Ái         |          | 144 Nguyễn Thượng Hiền, phường Hạnh Thông | Thánh Giuse                | [ 63 ]    |
| Nhà thờ Bến Cát        |          | 173/2/3 Dương Quảng Hàm, phường An Nhơn   | Đức Mẹ Vô Nhiễm Nguyên Tội | [ 64 ]    |
| Nhà thờ Bến Hải        |          | 332/60 Dương Quảng Hàm, phường An Nhơn    | Đức Mẹ Lên Trời            | [ 65 ]    |
| Nhà thờ Đức Tin        |          | 1301 Đ. Phan Văn Trị, Phường Gò Vấp       | Đức Mẹ Lên Trời            | [ 66 ]    |
| Nhà thờ Hạnh Thông Tây |          | 53/7 Quang Trung, phường Thông Tây Hội    | Thánh Giuse                | [ 67 ]    |
| Nhà thờ Hòa Bình       |          | 95/645 Nguyễn Kiệm, phường Hạnh Thông     | Đức Mẹ Vô Nhiễm Nguyên Tội | [ 68 ]    |
| Nhà thờ Mân Côi        |          | 90 Nguyễn Thái Sơn, phường Hạnh Thông     | Đức Mẹ Mân Côi             | [ 69 ]    |
| Nhà thờ Thánh Giuse    |          | 36 Nguyễn Du, phường Hạnh Thông           | Thánh Giuse                | [ 70 ]    |
| Nhà thờ Vĩnh Hiệp      |          | 52/382E Quang Trung, phường An Hội Tây    | Đức Mẹ Vô Nhiễm Nguyên Tội | [ 71 ]    |
| Nhà thờ Xóm Thuốc      |          | 213 Quang Trung, phường Gò Vấp            | Chúa Kitô Vua              | [ 72 ]    |

## Giáo hạt Hóc Môn
| Tên nhà thờ          | Hình ảnh | Địa chỉ                                                  | Tước hiệu                  | Chú thích |
| -------------------- | -------- | -------------------------------------------------------- | -------------------------- | --------- |
| Nhà thờ Bùi Môn      |          | 4/2 Ấp Tân Tiến, xã Xuân Thới Đông, huyện Hóc Môn        | Chúa Kitô Vua              | [ 73 ]    |
| Nhà thờ Ba Thôn      |          | 5/6 Hà Huy Giáp, phường Thạnh Lộc, quận 12               | Thánh Gioan Bosco          | [ 74 ]    |
| Nhà thờ Bà Điểm      |          | 10/8 Ấp Trung Lân, xã Bà Điểm, huyện Hóc Môn             | Thánh Giuse Thợ            | [ 75 ]    |
| Nhà thờ Bạch Đằng    |          | 591A Nguyễn Ảnh Thủ, phường Trung Mỹ Tây, quận 12        | Thánh Gia Thất             | [ 76 ]    |
| Nhà thờ Cầu Lớn      |          | 1E Đặng Công Bỉnh, xã Xuân Thới Sơn, huyện Hóc Môn       | Đức Mẹ Phù Hộ              | [ 77 ]    |
| Nhà thờ Châu Nam     |          | 76/8 Thống Nhất 2, xã Tân Thới Nhì, huyện Hóc Môn        | Chúa Kitô Vua              | [ 78 ]    |
| Nhà thờ Chợ Cầu      |          | 30/7 Nguyễn Văn Quá, phường Đông Hưng Thuận, quận 12     | Đức Mẹ Vô Nhiễm Nguyên Tội | [ 79 ]    |
| Nhà thờ Đông Quang   |          | 35 KP.5, phường Đông Hưng Thuận, quận 12                 | Đức Mẹ Mân Côi             | [ 80 ]    |
| Nhà thờ Hóc Môn      |          | 5/15C tổ 68, khu phố 8, thị trấn Hóc Môn, huyện Hóc Môn  | Thánh Giuse                | [ 81 ]    |
| Nhà thờ Lạc Quang    |          | 51/5 Lạc Quang, khu phố 2, phường Tân Thới Nhất, quận 12 | Thánh Phêrô                | [ 82 ]    |
| Nhà thờ Mỹ Hoà       |          | 14/4A Ấp Trung Chánh 2, xã Trung Chánh, huyện Hóc Môn    | Thánh Giuse                | [ 83 ]    |
| Nhà thờ Nam Hưng     |          | 53/7 Thống Nhất 2, xã Tân Thới Nhì, huyện Hóc Môn        | Đức Mẹ Vô Nhiễm Nguyên Tội | [ 84 ]    |
| Nhà thờ Tân Đông     |          | 8/10A Ấp 4, xã Đông Thạnh, huyện Hóc Môn                 | Thánh Tâm Chúa Giêsu       | [ 85 ]    |
| Nhà thờ Tân Hiệp     |          | 2/1 Ấp Tân Thới 3, xã Tân Hiệp, huyện Hóc Môn            | Thánh Giuse                | [ 86 ]    |
| Nhà thờ Tân Hưng     |          | 1C Khu phố I, phường Tân Thới Hiệp, quận 12              | Đức Mẹ Lên Trời            | [ 87 ]    |
| Nhà thờ Tân Mỹ       |          | Khóm 18, ấp Mỹ Hòa 2, xã Xuân Thới Đông, huyện Hóc Môn   | Thánh Giuse                | [ 88 ]    |
| Nhà thờ Tân Quy      |          | 1/1 Bùi Công Trừng, ấp 2, xã Nhị Bình, huyện Hóc Môn     | Chúa Kitô Vua              | [ 89 ]    |
| Nhà thờ Tân Thịnh    |          | 4/33A Ấp Nhị Tân 2, xã Tân Thới Nhì, huyện Hóc Môn       | Sinh Nhật Đức Mẹ           | [ 90 ]    |
| Nhà thờ Trung Chánh  |          | 103/5 Ấp Trung Chánh 1, xã Trung Chánh, huyện Hóc Môn    | Mình Máu Thánh Chúa        | [ 91 ]    |
| Nhà thờ Trung Mỹ Tây |          | 40/4 Trung Mỹ Tây, xã Trung Chánh, huyện Hóc Môn         | Thánh Gia Thất             | [ 92 ]    |

## Giáo hạt Phú Nhuận
| Tên nhà thờ                 | Hình ảnh | Địa chỉ                                 | Tước hiệu                  | Chú thích |
| --------------------------- | -------- | --------------------------------------- | -------------------------- | --------- |
| Nhà thờ Đa Minh - Ba Chuông |          | 190 Lê Văn Sỹ, phường Phú Nhuận         | Thánh Đa Minh              | [ 93 ]    |
| Nhà thờ Phát Diệm           |          | 485 Nguyễn Kiệm, phường Đức Nhuận       | Đức Mẹ Lên Trời            | [ 94 ]    |
| Nhà thờ Phú Hải             |          | 69 Cô Giang, phường Cầu Kiệu            | Đức Mẹ Vô Nhiễm Nguyên Tội | [ 95 ]    |
| Nhà thờ Phú Hạnh            |          | 121 Phan Đăng Lưu, phường Cầu Kiệu      | Chúa Ba Ngôi               | [ 96 ]    |
| Nhà thờ Phú Lộc             |          | 109-111-113 Duy Tân, phường Cầu Kiệu    | Thánh Tâm Chúa Giêsu       | [ 97 ]    |
| Nhà thờ Phú Nhuận           |          | 91 Hoàng Văn Thụ, phường Phú Nhuận      | Đức Mẹ Lên Trời            | [ 98 ]    |
| Nhà thờ Phú Quý             |          | 130 Cao Thắng, phường Phú Nhuận         | Thánh Phêrô Đoàn Công Quí  | [ 99 ]    |
| Nhà thờ Tân Hòa             |          | 525/92 Huỳnh Văn Bánh, phường Phú Nhuận | Trái Tim Đức Mẹ            | [ 100 ]   |
| Nhà thờ Thánh Mẫu           |          | 107 Trần Kế Xương, phường Cầu Kiệu      | Đức Mẹ Lên Trời            | [ 101 ]   |

## Giáo hạt Phú Thọ
| Tên nhà thờ             | Hình ảnh | Địa chỉ                                               | Tước hiệu                    | Chú thích |
| ----------------------- | -------- | ----------------------------------------------------- | ---------------------------- | --------- |
| Nhà thờ Đồng Tiến       |          | 54 Thành Thái, phường 12, quận 10                     | Các thánh tử đạo Việt Nam    | [ 102 ]   |
| Nhà thờ Bắc Hà          |          | 419 Lý Thái Tổ, phường 9, quận 10                     | Đức Mẹ Vô Nhiễm Nguyên Tội   | [ 103 ]   |
| Nhà thờ Bình Thới       |          | 161D/106/10 Lạc Long Quân, phường 3, quận 11          | Đức Mẹ Mân Côi               | [ 104 ]   |
| Nhà thờ Hòa Hưng        |          | 104 Tô Hiến Thành, phường 15, quận 10                 | Mẹ Thiên Chúa                | [ 105 ]   |
| Nhà thờ Phú Bình        |          | 423 Lạc Long Quân, phường 5, quận 11                  | Thánh Gia Thất               | [ 106 ]   |
| Nhà thờ Phú Hòa         |          | 19/2 Hoàng Xuân Nhị, phường Phú Trung, quận Tân Phú   | Thánh Giuse Thợ              | [ 107 ]   |
| Nhà thờ Tân Phú Hòa     |          | 173/45/51 Khuông Việt, phường Phú Trung, quận Tân Phú | Thánh Giuse                  | [ 108 ]   |
| Nhà thờ Tân Phước       |          | 245 Nguyễn Thị Nhỏ, phường 9, quận Tân Bình           | Mẹ Thiên Chúa                | [ 109 ]   |
| Nhà thờ Tân Trang       |          | 32 Tân Xuân, phường 8, quận Tân Bình                  | Thánh Giuse                  | [ 110 ]   |
| Nhà thờ Tống Viết Bường |          | J10 Hương Giang, phường 15, quận 10                   | Thánh Phaolô Tống Viết Bường | [ 111 ]   |
| Nhà thờ Thánh Phaolô    |          | 352 Lê Hồng Phong, phường 1, quận 10                  | Thánh Phaolô Trở Lại         | [ 112 ]   |
| Nhà thờ Thăng Long      |          | 84/80 Tôn Thất Hiệp, phường 11, quận 11               | Thánh Gia Thất               | [ 113 ]   |
| Nhà thờ Vĩnh Hòa        |          | 86/75 Ông Ích Khiêm, phường 5, quận 11                | Thánh Gioan Baotixita        | [ 114 ]   |
| Nhà thờ Vinh Sơn Phaolô |          | 423-425 đường 3/2, phường 10, quận 10                 | Thánh Vinh Sơn Phaolô        | [ 115 ]   |
| Nhà thờ Thánh Giuse     |          | 666/14/11 đường 3/2, phường 14, quận 10               | Thánh Giuse                  | [ 116 ]   |

## Giáo hạt Tân Định
| Tên nhà thờ                   | Hình ảnh | Địa chỉ                                    | Tước hiệu                  | Chú thích |
| ----------------------------- | -------- | ------------------------------------------ | -------------------------- | --------- |
| Nhà thờ Tân Định              |          | 289 Hai Bà Trưng, phường Xuân Hoà          | Thánh Tâm Chúa Giêsu       | [ 117 ]   |
| Nhà thờ An Phú                |          | 205/45 Trần Văn Đang, phường Nhiêu Lộc     | Chúa Chiên Lành            | [ 118 ]   |
| Nhà thờ Bùi Phát              |          | 453/105KC Lê Văn Sỹ, phường Nhiêu Lộc      | Chúa Kitô Vua              | [ 119 ]   |
| Nhà thờ Công Lý               |          | 62/147A Lý Chính Thắng, phường Xuân Hoà    | Đức Mẹ Lên Trời            | [ 120 ]   |
| Nhà thờ Đức Mẹ Hằng Cứu Giúp  |          | 38 Kỳ Đồng, phường Nhiêu Lộc               | Đức Mẹ Hằng Cứu Giúp       | [ 121 ]   |
| Nhà thờ Mai Khôi              |          | 44 Tú Xương, phưòng Xuân Hoà               | Đức Mẹ Mân Côi             | [ 122 ]   |
| Nhà thờ Regina Mundi          |          | 228 Nam Kỳ Khởi Nghĩa, phường Xuân Hoà     | Đức Mẹ Nữ vương Thế giới   | [ 123 ]   |
| Nhà thờ Thánh Gia             |          | 18/2 Trần Quý Khoách, phường Tân Định      | Thánh Gia Thất             | [ 124 ]   |
| Nhà thờ Thánh Gioan Phaolô II |          | 91/10-12 Trần Quang Diệu, phường Nhiêu Lộc | Giáo hoàng Gioan Phaolô II |           |
| Nhà thờ Thánh Phaolô 3        |          | 262/14 Lê Văn Sỹ, phường Nhiêu Lộc         | Thánh Phaolô               | [ 125 ]   |
| Nhà thờ Vườn Xoài             |          | 413 Lê Văn Sỹ, phường Nhiêu Lộc            | Các thánh tử đạo Việt Nam  | [ 126 ]   |
| Nhà thờ Xóm Lách              |          | 619 Hoàng Sa, phường Xuân Hoà              | Thánh Giuse Thợ            | [ 127 ]   |

## Giáo hạt Tân Sơn Nhì
| Tên nhà thờ                            | Hình ảnh | Địa chỉ                                                    | Tước hiệu                  | Chú thích |
| -------------------------------------- | -------- | ---------------------------------------------------------- | -------------------------- | --------- |
| Nhà thờ Tân Phú                        |          | 90 Nguyễn Hậu, phường Tân Thành, quận Tân Phú              | Thánh Giuse Thợ            | [ 128 ]   |
| Nhà thờ Bình Chánh                     |          | C5/1 Ấp 3, Trịnh Như Khuê, xã Bình Chánh, huyện Bình Chánh | Thánh Martin de Porres     | [ 129 ]   |
| Nhà thờ Bình Thuận                     |          | 722 Tân Kỳ Tân Quý, phường Bình Hưng Hòa, quận Bình Tân    | Đức Mẹ Mân Côi             | [ 130 ]   |
| Nhà thờ Đắc Lộ                         |          | 97 Trường Chinh, phường 12, quận Tân Bình                  | Thánh Gioan Baotixita      | [ 131 ]   |
| Nhà thờ Gò Mây                         |          | 791/2 Lê Trọng Tấn, phường Bình Hưng Hòa, quận Bình Tân    | Thánh Phaolô Trở lại       | [ 132 ]   |
| Nhà thờ Hy Vọng                        |          | 69 Phan Huy Ích, phường 15, quận Tân Bình                  | Đức Mẹ Vô Nhiễm Nguyên Tội | [ 133 ]   |
| Nhà thờ Martino                        |          | 266 Độc Lập, phường Tân Thành, quận Tân Phú                | Thánh Martin de Porres     |           |
| Nhà thờ Nhân Hòa                       |          | 45 Hồ Đắc Di, phường Tây Thạnh, quận Tân Phú               | Thánh Phaolô Trở lại       | [ 134 ]   |
| Nhà thờ Ninh Phát                      |          | 3A 62 Ấp 3, xã Phạm Văn Hai, huyện Bình Chánh              | Đức Mẹ Lên Trời            | [ 135 ]   |
| Nhà thờ Phú Thọ Hòa                    |          | 39 Lương Trúc Đàm, phường Hiệp Tân, quận Tân Phú           | Chúa Kitô Vua              | [ 136 ]   |
| Nhà thờ Phú Trung                      |          | 1434 Lạc Long Quân, phường 11, quận Tân Bình               | Thánh Phanxicô Xaviê       | [ 137 ]   |
| Nhà thờ Tân Châu                       |          | 98/1 Trường Chinh, phường 12, quận Tân Bình                | Thánh Antôn thành Pađôva   | [ 138 ]   |
| Nhà thờ Tân Hương                      |          | 162 Tân Hương, phường Tân Quý, quận Tân Phú                | Các thánh tử đạo Việt Nam  | [ 139 ]   |
| Nhà thờ Tân Thái Sơn                   |          | 1 Hoàng Văn Hoè, phường Tân Quý, quận Tân Phú              | Thánh Gia Thất             | [ 140 ]   |
| Nhà thờ Tân Thành                      |          | 371/35B Trường Chinh, phường 14, quận Tân Bình             | Thánh Vinh Sơn             | [ 141 ]   |
| Nhà thờ Tân Việt                       |          | 241bis Trường Chinh, phường 12, quận Tân Bình              | Thánh Têrêsa thành Lisieux | [ 142 ]   |
| Nhà thờ Thánh Phaolô (Nhà thờ Tên Lửa) |          | 280 Vành Đai Trong, phường Bình Trị Đông B, quận Bình Tân  | Thánh Phaolô Trở lại       | [ 143 ]   |
| Nhà thờ Thiên Ân                       |          | 179 Lê Niệm, phường Phú Thạnh, quận Tân Phú                | Thánh Giuse Thợ            | [ 144 ]   |
| Nhà thờ Văn Côi                        |          | 97/41 Nguyễn Tử Nha, phường 12, quận Tân Bình              | Đức Mẹ Mân Côi             | [ 145 ]   |

## Giáo hạt Thủ Đức
| Tên nhà thờ                    | Hình ảnh | Địa chỉ                                                           | Tước hiệu                  | Chú thích |
| ------------------------------ | -------- | ----------------------------------------------------------------- | -------------------------- | --------- |
| Nhà thờ Thủ Đức                |          | 51 Võ Văn Ngân, phường Linh Chiểu, thành phố Thủ Đức              | Đức Mẹ Vô Nhiễm Nguyên Tội | [ 146 ]   |
| Nhà thờ Bình Chiểu             |          | 50/6 khu phố 1, phường Bình Chiểu, thành phố Thủ Đức              | Đức Mẹ Mân Côi             | [ 147 ]   |
| Nhà thờ Bình Thọ               |          | 356/20 Võ Văn Ngân, khu phố 3, phường Bình Thọ, thành phố Thủ Đức | Thánh Inhaxiô Loyola       | [ 148 ]   |
| Nhà thờ Châu Bình              |          | 470/17 Tỉnh lộ 43, phường Tam Phú, thành phố Thủ Đức              | Mẫu Tâm                    | [ 149 ]   |
| Nhà thờ Fatima Bình Triệu      |          | 58 đường 5, khu phố 2, phường Hiệp Bình Chánh, thành phố Thủ Đức  | Đức Mẹ Fatima              | [ 150 ]   |
| Nhà thờ Hiển Linh              |          | 19 đường 5, khu phố 2, phường Linh Trung, thành phố Thủ Đức       | Chúa Hiển Linh             | [ 151 ]   |
| Nhà thờ Khiết Tâm              |          | 15 đường 4, khu phố 4, phường Bình Chiểu, thành phố Thủ Đức       | Đức Mẹ Vô Nhiễm Nguyên Tội | [ 152 ]   |
| Nhà thờ Thánh Nguyễn Duy Khang |          | 32 đường 25, khu phố 1, phường Linh Đông, thành phố Thủ Đức       | Thánh Giuse                | [ 153 ]   |
| Nhà thờ Tam Hà                 |          | 66 Tam Hà, phường Tam Phú, thành phố Thủ Đức                      | Thánh Tâm Chúa Giêsu       | [ 154 ]   |
| Nhà thờ Tam Hải                |          | 180 Tam Châu, khu phố 2, phường Tam Bình, thành phố Thủ Đức       | Các thánh tử đạo Việt Nam  | [ 155 ]   |
| Nhà thờ Từ Đức                 |          | 42 đường 4, khu phố 2, phường Bình Thọ, thành phố Thủ Đức         | Đức Mẹ Vô Nhiễm Nguyên Tội | [ 156 ]   |
| Nhà thờ Xuân Hiệp              |          | 54 đường 5, khu phố 4, phường Linh Xuân, thành phố Thủ Đức        | Mẹ Thiên Chúa              | [ 157 ]   |

## Giáo hạt Thủ Thiêm
| Tên nhà thờ             | Hình ảnh | Địa chỉ                                                                | Tước hiệu                   | Chú thích |
| ----------------------- | -------- | ---------------------------------------------------------------------- | --------------------------- | --------- |
| Nhà thờ Thủ Thiêm       |          | 58 khu phố 1, phường An Khánh                                          | Thánh Phêrô và Thánh Phaolô | [ 158 ]   |
| Nhà thờ Cao Thái        |          | 34/17 Vĩnh Thuận, phường Long Bình, thành phố Thủ Đức                  | Chúa Kitô Vua               | [ 159 ]   |
| Nhà thờ Công Thành      |          | 58 đường 27, phường Bình Trưng                                         | Đức Mẹ Mân Côi              | [ 160 ]   |
| Nhà thờ Long Bình       |          | 1259 Nguyễn Xiển, phường Long Bình, thành phố Thủ Đức                  | Đức Mẹ Mân Côi              | [ 161 ]   |
| Nhà thờ Long Đại        |          | 282P Long Đại, phường Long Phước, thành phố Thủ Đức                    | Đức Mẹ Trinh Nữ Vương       | [ 162 ]   |
| Nhà thờ Long Thạnh Mỹ   |          | 67 Phan Đạt Đức, Ấp 1, phường Long Thạnh Mỹ, thành phố Thủ Đức         | Chúa Giáng Sinh             | [ 163 ]   |
| Nhà thờ Minh Đức        |          | 10 đường 154, ấp Cây Dầu, phường Tân Phú, thành phố Thủ Đức            | Đức Mẹ Vô Nhiễm Nguyên Tội  | [ 164 ]   |
| Nhà thờ Mỹ Hòa          |          | 136 khu phố 1, phường Bình Trưng                                       | Đức Mẹ Mân Côi              | [ 165 ]   |
| Nhà thờ Phú Hữu         |          | 951 Nguyễn Duy Trinh, phường Phú Hữu, thành phố Thủ Đức                | Thánh Giuse                 | [ 166 ]   |
| Nhà thờ Tân Đức         |          | Đường Đỗ Xuân Hợp, phường Phước Bình, thành phố Thủ Đức                | Thánh Gia Thất              | [ 167 ]   |
| Nhà thờ Tân Lập         |          | 460 đường 24, khu phố 2, phường Bình Trưng Đông, thành phố Thủ Đức     | Đức Mẹ Trinh Nữ Vương       | [ 168 ]   |
| Nhà thờ Thanh Bình      |          | Ấp Bình Khánh, phường An Khánh                                         | Chúa Hiển Dung              | [ 169 ]   |
| Nhà thờ Thánh Cẩm       |          | 12 đường 11, ấp Chân Phúc Cẩm, phường Long Thạnh Mỹ, thành phố Thủ Đức | Thánh Giuse Thợ             | [ 170 ]   |
| Nhà thờ Thánh Gẫm       |          | Đường 16, khu phố Gò Công, phường Long Thạnh Mỹ, thành phố Thủ Đức     | Chúa Kitô Vua               | [ 171 ]   |
| Nhà thờ Thánh Tâm       |          | 43 Trần Hưng Đạo, khu phố 1, phường Hiệp Phú, thành phố Thủ Đức        | Thánh Tâm Chúa Giêsu        | [ 172 ]   |
| Nhà thờ Thánh Giuse Thợ |          | 146/1 Nam Hòa, phường Phước Long A, thành phố Thủ Đức                  | Thánh Giuse Thợ             | [ 173 ]   |
| Nhà thờ Thánh Linh      |          | 1/6 Đình Phong Phú, phường Tăng Nhơn Phú B, thành phố Thủ Đức          | Chúa Thánh Thần Hiện Xuống  | [ 174 ]   |
| Nhà thờ Thiên Thần      |          | 600 Võ Nguyên Giáp, phường An Phú, thành phố Thủ Đức                   | Tổng lãnh thiên thần Micae  | [ 175 ]   |

## Giáo hạt Xóm Chiếu
| Tên nhà thờ          | Hình ảnh | Địa chỉ                                                    | Tước hiệu                   | Chú thích |
| -------------------- | -------- | ---------------------------------------------------------- | --------------------------- | --------- |
| Nhà thờ Xóm Chiếu    |          | 92B/20 bis Tôn Thất Thuyết, phường 16, quận 4              | Thánh Phêrô và Thánh Phaolô | [ 176 ]   |
| Nhà thờ An Phú       |          | 58/7 Trần Xuân Soạn, khu phố 3, phường Tân Hưng, quận 7    | Thánh Phanxicô Xaviê        | [ 177 ]   |
| Nhà thờ An Thới Đông |          | Ấp An Hoà, xã An Thới Đông, huyện Cần Giờ                  | Thánh Phêrô và Thánh Phaolô | [ 178 ]   |
| Nhà thờ Cần Giờ      |          | 183/2 khu phố Miễu Nhì, thị trấn Cần Thạnh, huyện Cần Giờ  | Thánh Têrêsa thành Lisieux  | [ 179 ]   |
| Nhà thờ Đồng Hòa     |          | Ấp Đồng Hòa, xã Long Hòa, huyện Cần Giờ                    | Thánh Phanxicô Xaviê        | [ 180 ]   |
| Nhà thờ Thánh Giuse  |          | 114B Ấp Trần Hưng Đạo, xã Tam Thôn Hiệp, huyện Cần Giờ     | Thánh Giuse                 | [ 181 ]   |
| Nhà thờ Khánh Hội    |          | 136 Tôn Đản, phường 8, quận 4                              | Đức Mẹ sầu bi               | [ 182 ]   |
| Nhà thờ Mẫu Tâm      |          | 16-18 Phan Huy Thực, phường Tân Kiểng, quận 7              | Mẫu Tâm                     | [ 183 ]   |
| Nhà thờ Môi Khôi     |          | 295 Huỳnh Tấn Phát, phường Tân Thuận Đông, quận 7          | Đức Mẹ Mân Côi              | [ 184 ]   |
| Nhà thờ Phú Xuân     |          | 6 khu phố 2, khu phố 6, đường Huỳnh Tấn Phát, huyện Nhà Bè | Đức Mẹ Lên Trời             | [ 185 ]   |
| Nhà thờ Tắc Rỗi      |          | Số 1 đường số 1, khu dân cư Tân Mỹ, phường Tân Phú, quận 7 | Thánh Phêrô                 | [ 186 ]   |
| Nhà thờ Thuận Phát   |          | 253 Trần Xuân Soạn, phường Tân Kiểng, quận 7               | Thánh Antôn thành Pađôva    | [ 187 ]   |
| Nhà thờ Vĩnh Hội     |          | 158 Bến Vân Đồn, phường 9, quận 4                          | Đức Mẹ Mân Côi              | [ 188 ]   |

## Giáo hạt Xóm Mới
| Tên nhà thờ                  | Hình ảnh | Địa chỉ                                      | Tước hiệu                  | Chú thích |
| ---------------------------- | -------- | -------------------------------------------- | -------------------------- | --------- |
| Nhà thờ Hà Nội               |          | 49/7 Thống Nhất, phường 13, quận Gò Vấp      | Đức Mẹ Vô Nhiễm Nguyên Tội | [ 189 ]   |
| Nhà thờ An Nhơn              |          | 15/173 Lê Hoàng Phái, phường 17, quận Gò Vấp | Đức Mẹ Vô Nhiễm Nguyên Tội | [ 190 ]   |
| Nhà thờ Bắc Dũng             |          | 31/330 Thống Nhất, phường 15, quận Gò Vấp    | Thánh Giuse                | [ 191 ]   |
| Nhà thờ Đức Mẹ Hằng Cứu Giúp |          | 5/82 Lê Đức Thọ, phường 15, quận Gò Vấp      | Đức Mẹ Hằng Cứu Giúp       | [ 192 ]   |
| Nhà thờ Hà Đông              |          | 530 Thống Nhất, phường 16, quận Gò Vấp       | Thánh Giuse                | [ 193 ]   |
| Nhà thờ Hoàng Mai            |          | 18/368 Lê Đức Thọ, phường 15, quận Gò Vấp    | Chúa Kitô Vua              | [ 194 ]   |
| Nhà thờ Hợp An               |          | 41/1 Phạm Văn Chiêu, phường 13, quận Gò Vấp  | Đức Mẹ Lên Trời            | [ 195 ]   |
| Nhà thờ Lam Sơn              |          | 106/1124 Lê Đức Thọ, phường 13, quận Gò Vấp  | Thánh Vinh Sơn             | [ 196 ]   |
| Nhà thờ Lạng Sơn             |          | 25/1 Lê Đức Thọ, phường 16, quận Gò Vấp      | Thánh Giuse                | [ 197 ]   |
| Nhà thờ Nữ Vương Hòa Bình    |          | 63/2 Lê Đức Thọ, phường 13, quận Gò Vấp      | Mẹ Thiên Chúa              | [ 198 ]   |
| Nhà thờ Tân Hưng             |          | 2/43 Lê Đức Thọ, phường 15, quận Gò Vấp      | Đức Mẹ Lên Trời            | [ 199 ]   |
| Nhà thờ Thái Bình            |          | 48/16 Thống Nhất, phường 13, quận Gò Vấp     | Đức Mẹ Mân Côi             | [ 200 ]   |
| Nhà thờ Thạch Đà             |          | 1/1 Phạm Văn Chiêu, phường 8, quận Gò Vấp    | Thánh Giuse                | [ 201 ]   |
| Nhà thờ Trung Bắc            |          | 20/358 Lê Đức Thọ, phường 15, quận Gò Vấp    | Đức Mẹ Vô Nhiễm Nguyên Tội | [ 202 ]   |
| Nhà thờ Tử Đình              |          | 20/233A Thống Nhất, phường 15, quận Gò Vấp   | Thánh Giuse                | [ 203 ]   |